# Стат Паница
Евстати (Стат) Атанасов Паница е български търговец комисионер и политик.

## Биография
Роден е през 1842 г. Син на Атанас Николов Хаджигеоргиев от Търново.
Заедно с Велико Христов и Иван Мънзов полага основа за учреждаване на Българско търговско параходно дружество във Варна през 1889 г.
Депутат в IV велико народно събрание.
Умира през 1900 г.